# 광학 링 공진기

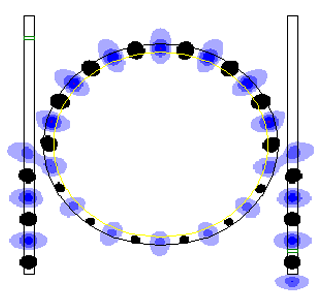
공명 시 연속파 입력을 나타내는 컴퓨터 시뮬레이션 링 공진기.

광학 링 공진기(Optical ring resonators)는 일부 광 입력 및 출력에 연결된 하나 이상의 폐쇄 루프인 도파관 세트이다. (이들은 도파관일 수도 있고 아닐 수도 있다.) 광학 링 공진기의 기본 개념은 빛을 사용하고 보강간섭 및 전반사 뒤의 속성을 따르는 것을 제외하고는 속삭이는 회랑의 개념과 동일하다. 공명 파장의 빛이 입력 도파관에서 루프를 통해 전달될 때, 빛은 보강간섭으로 인해 여러 번의 왕복을 통해 강도가 증가하고, 검출기 도파관 역할을 하는 출력 버스 도파관으로 출력된다. 선택된 몇몇 파장만이 루프 내에서 공명 상태에 있기 때문에 광학 링 공진기는 필터 역할을 한다. 또한, 앞에서 언급했듯이 두 개 이상의 링 도파관을 서로 연결하여 애드/드롭 광 필터를 형성할 수 있다.

## 배경

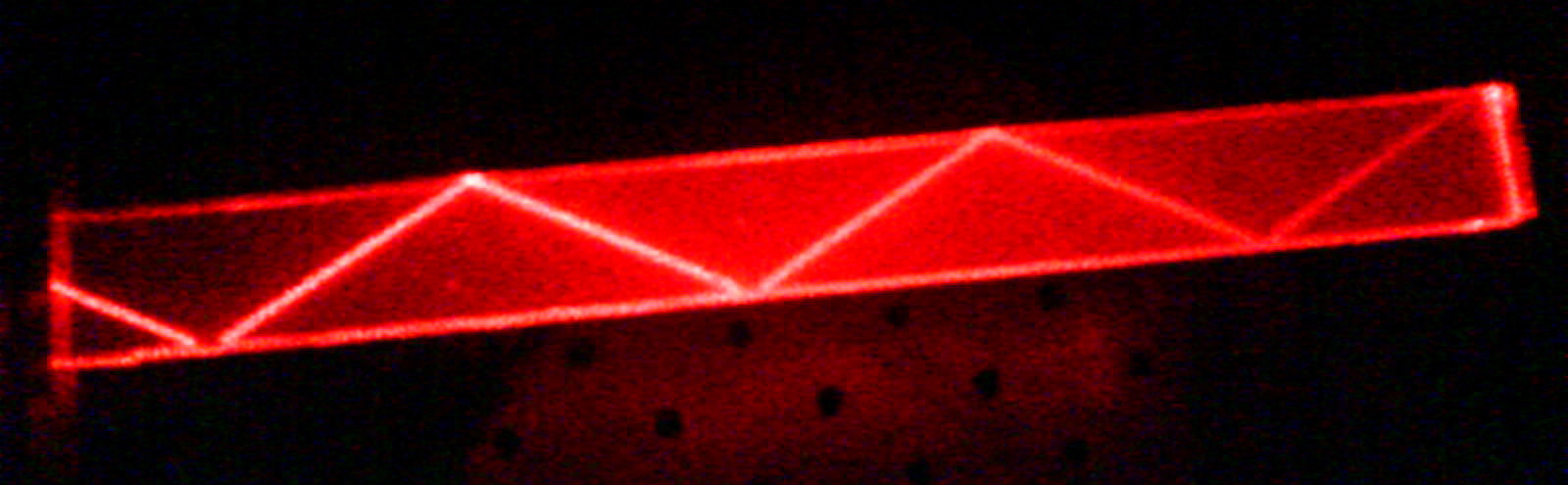
PMMA에서의 전반사

광학 링 공진기는 전반사, 보강간섭 및 광학 커플링의 원리를 기반으로 작동한다.

### 전반사
광학 링 공진기의 도파관을 통해 이동하는 빛은 전반사(TIR)로 알려진 기하광학 현상으로 인해 도파관 내에 유지된다. TIR은 빛의 광선이 매질의 경계에 부딪히고 경계를 통해 굴절되지 않을 때 발생하는 광학 현상이다. 입사각이 임계각(표면의 법선에 대해)보다 크고 굴절률이 입사 광선에 비해 경계의 다른 쪽에서 낮으면 TIR이 발생하고 빛이 통과할 수 없다. 광학 링 공진기가 잘 작동하려면 전반사 조건이 충족되어야 하며 도파관을 통과하는 빛이 어떤 수단으로도 탈출해서는 안 된다.

### 간섭
간섭은 두 파동이 중첩되어 더 크거나 작은 진폭의 결과적인 파동을 형성하는 과정이다. 간섭은 일반적으로 두 개의 서로 다른 파동의 상호 작용을 나타내며 맥스웰 방정식의 선형성의 결과이다. 간섭은 두 파동의 상대적 위상에 따라 보강 또는 상쇄 간섭이 될 수 있다. 보강간섭에서는 두 파동이 동일한 위상을 가지며, 그 결과로 생성되는 파동 진폭이 두 개별 진폭의 합과 같아지는 방식으로 간섭한다. 광학 링 공진기의 빛이 링 구성 요소 주위에서 여러 회로를 완료함에 따라 루프에 있는 다른 빛과 간섭하게 된다. 따라서 흡수, 감쇠파 또는 불완전한 커플링으로 인한 손실이 시스템에 없고 공명 조건이 충족된다고 가정하면 링 공진기에서 방출되는 빛의 강도는 시스템에 공급되는 빛의 강도와 같게 된다.

### 광학 커플링

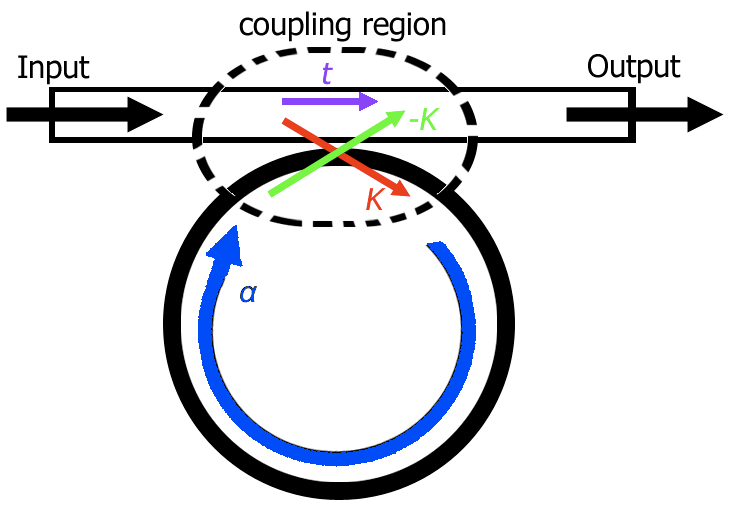
커플링 계수의 그림 표현

점 광원에서 나오는 빛이 도파관에 의해 어떻게 유도되고, 도파관이 링 공진기에 어떻게 커플링되고, 링 공진기가 다시 다른 도파관에 어떻게 커플링되는지 시각화.

광학 링 공진기가 작동하는 방식을 이해하는 데 중요한 것은 선형 도파관이 링 도파관에 어떻게 커플링되는지에 대한 개념이다. 오른쪽 그래프에 표시된 것처럼 빛의 빔이 도파관을 통과할 때 빛의 일부가 광학 링 공진기로 커플링된다. 그 이유는 기하급수적으로 감소하는 방사형 프로파일로 도파관 모드 외부로 확장되는 감쇠장 현상 때문이다. 즉, 링과 도파관이 서로 가깝게 배치되면 도파관의 일부 빛이 링으로 커플링될 수 있다. 광학 커플링에 영향을 미치는 세 가지 측면은 도파관과 광학 링 공진기 사이의 거리, 커플링 길이 및 굴절률이다. 커플링을 최적화하기 위해 일반적으로 링 공진기와 도파관 사이의 거리를 좁히는 것이 일반적이다. 거리가 가까울수록 광학 커플링이 더 쉽게 발생한다. 또한, 커플링 길이는 커플링에도 영향을 미친다. 커플링 길이는 도파관과의 커플링 현상이 발생하는 링 공진기의 유효 곡선 길이를 나타낸다. 광학 커플링 길이가 증가할수록 커플링이 발생하는 어려움이 감소한다는 연구 결과가 있다. 또한, 도파관 재료, 링 공진기 재료 및 도파관과 링 공진기 사이의 매질 재료의 굴절률도 광학 커플링에 영향을 미친다. 매질 재료는 광파 전송에 큰 영향을 미치므로 일반적으로 가장 중요한 연구 대상이다. 매질의 굴절률은 다양한 응용 분야 및 목적에 따라 크거나 작을 수 있다.
광학 커플링의 또 다른 특징은 임계 커플링이다. 임계 커플링은 빛의 빔이 광학 링 공진기로 커플링된 후 도파관을 통과하는 빛이 없음을 보여준다. 빛은 그 이후로 공진기 내에 저장되고 손실된다.
 손실 없는 커플링은 입력 도파관을 통해 자체 출력으로 빛이 전혀 전송되지 않고, 대신 모든 빛이 링 도파관으로 커플링되는 경우이다(이 페이지 상단의 이미지에 묘사된 것과 같이). 손실 없는 커플링이 발생하려면 다음 방정식을 만족해야 한다.
{\displaystyle |\mathrm {K} |^{2}+|t|^{2}=\mathbf {1} }
여기서 t는 커플러를 통한 투과 계수이고 {\displaystyle \mathrm {K} }는 커플링 계수라고도 하는 테이퍼-구 모드 커플링 진폭이다.

## 이론

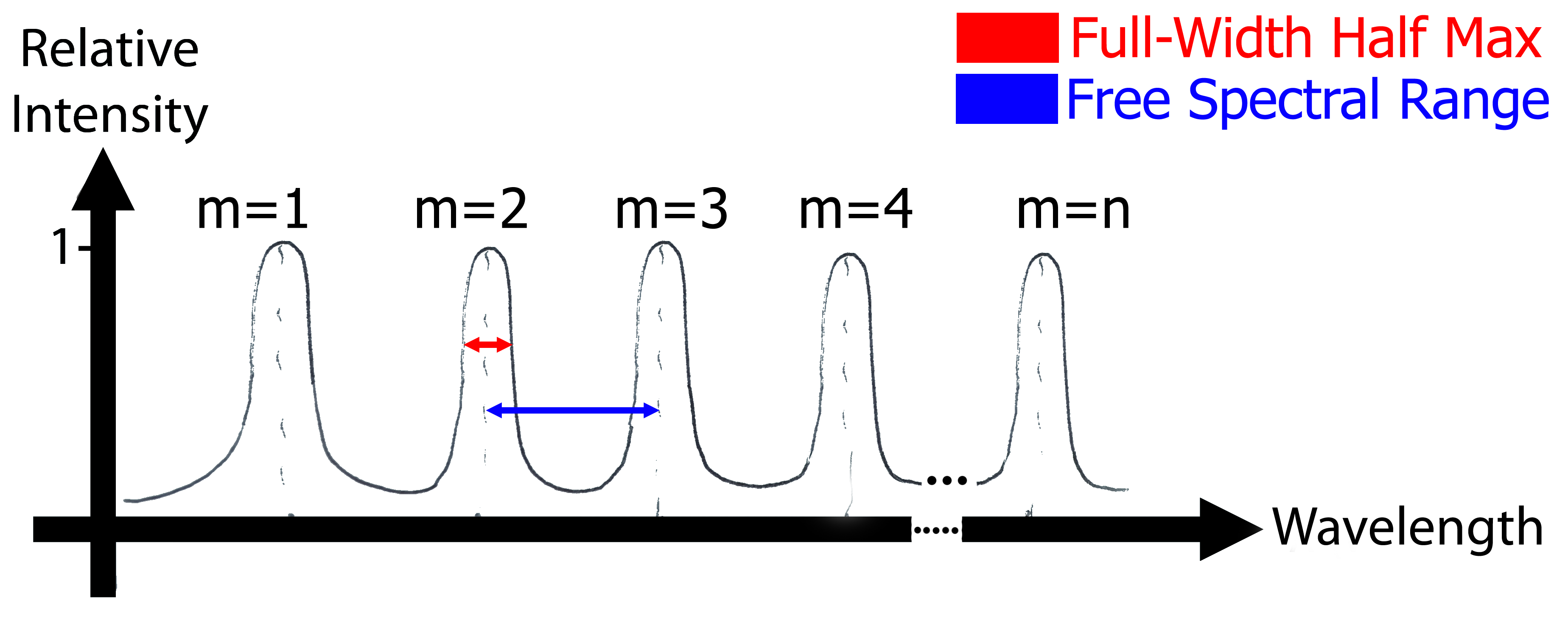
여러 공명 모드와 자유 스펙트럼 범위를 나타내는 전송 스펙트럼.

광학 링 공진기가 작동하는 방식을 이해하려면 먼저 링 공진기의 광 경로 길이 차이(OPD)를 이해해야 한다. 단일 링 공진기의 경우 다음과 같이 주어진다.
{\displaystyle \mathbf {OPD} =2\pi rn_{\text{eff}}}
여기서 r은 링 공진기의 반경이고 {\displaystyle n_{\text{eff}}}는 도파관 재료의 유효 굴절률이다. 전반사 요구 사항 때문에 {\displaystyle n_{\text{eff}}}는 공진기가 배치된 주변 유체(예: 공기)의 굴절률보다 커야 한다. 공명이 발생하려면 다음 공명 조건을 만족해야 한다.
{\displaystyle \mathbf {OPD} =m\lambda _{m}}
여기서 {\displaystyle \lambda _{m}}은 공명 파장이고 m은 링 공진기의 모드 번호이다. 이 방정식은 링 공진기 내부에서 빛이 보강적으로 간섭하려면 링의 둘레가 빛의 파장의 정수배여야 함을 의미한다. 따라서 공명이 발생하려면 모드 번호가 양의 정수여야 한다. 결과적으로 입사광에 여러 파장(예: 백색광)이 포함되어 있으면 공명 파장만이 링 공진기를 완전히 통과할 수 있다.
광학 링 공진기의 품질 계수와 미세도는 다음 공식을 사용하여 정량적으로 설명할 수 있다 (참조: Eq: 2.37 in, 또는 Eq:19+20 in, 또는 Eq:12+19 in):
{\displaystyle \mathbf {Q} ={\frac {\nu }{\delta \nu }}}
{\displaystyle {\mathcal {F}}={\frac {\nu _{f}}{\delta \nu }}}
여기서 {\displaystyle {\mathcal {F}}}는 링 공진기의 미세도이고, {\displaystyle \nu }는 동작 주파수이며, {\displaystyle \nu _{f}}는 자유 스펙트럼 범위이고, {\displaystyle \delta \nu }는 전송 스펙트럼의 반치전폭이다. 품질 계수는 주어진 링 공진기의 공명 조건의 스펙트럼 범위를 결정하는 데 유용하다. 품질 계수는 또한 낮은 {\displaystyle Q} 계수가 일반적으로 큰 손실로 인해 발생하므로 공진기 내 손실량을 정량화하는 데 유용하다.

## 이중 링 공진기

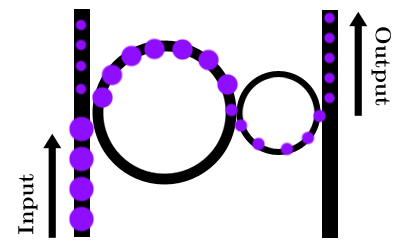
직렬로 연결된 다양한 반경의 링이 있는 이중 링 공진기로 첫 번째 주기 동안 통과하는 빛의 상대적 강도를 보여준다. 이중 링 공진기를 통과하는 빛은 그림과 같이 각 링 주위를 여러 번 루프하는 경우가 더 많다.

이중 링 공진기에서는 하나의 링 도파관 대신 두 개의 링 도파관이 사용된다. 이들은 직렬(오른쪽에 표시됨) 또는 병렬로 배열될 수 있다. 직렬로 두 개의 링 도파관을 사용할 때 이중 링 공진기의 출력은 입력과 같은 방향이 된다(측면 이동은 있겠지만). 입력 광이 첫 번째 링의 공명 조건을 만족하면 링으로 커플링되어 내부를 통과한다. 첫 번째 링 주위의 후속 루프가 빛을 두 번째 링의 공명 조건으로 가져오면 두 링이 서로 커플링되고 빛이 두 번째 링으로 전달된다. 같은 방식으로 빛은 결국 버스 출력 도파관으로 전송된다. 따라서 이중 링 공진기 시스템을 통해 빛을 전송하려면 다음과 같이 두 링에 대한 공명 조건을 만족해야 한다.
{\displaystyle \ 2\pi n_{1}R_{1}=m_{1}\lambda _{1}}
{\displaystyle \ 2\pi n_{2}R_{2}=m_{2}\lambda _{2}}
여기서 {\displaystyle m_{1}}과 {\displaystyle m_{2}}는 각각 첫 번째와 두 번째 링의 모드 번호이며 양의 정수여야 한다. 빛이 링 공진기에서 출력 버스 도파관으로 나오려면 각 링의 빛의 파장이 같아야 한다. 즉, 공명이 발생하려면 {\displaystyle \lambda _{1}=\lambda _{2}}여야 한다. 따라서 공명을 지배하는 다음 방정식을 얻는다.
{\displaystyle \ {\frac {n_{1}R_{1}}{m_{1}}}={\frac {n_{2}R_{2}}{m_{2}}}}
{\displaystyle m_{1}}과 {\displaystyle m_{2}} 모두 정수여야 함에 유의하라.

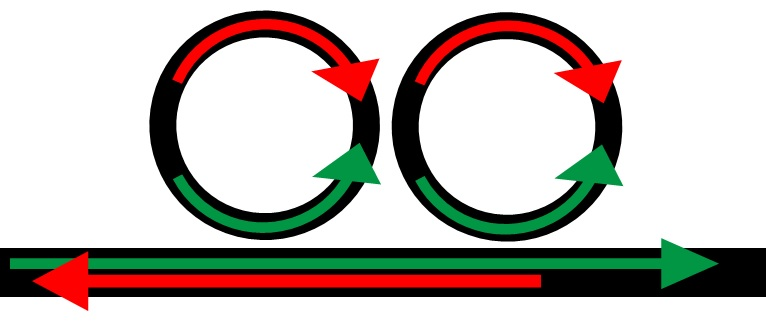
단일 도파관에 결합된 이중 링 시스템으로 만들어진 광학 미러(반사기). 도파관의 전방 전파파(녹색)는 두 링 모두에서 시계 반대 방향으로 진행하는 파(녹색)를 여기시킨다. 공진기 간 결합으로 인해 이 파들은 두 링 모두에서 시계 방향으로 회전하는 파(빨간색)를 생성하며, 이는 다시 도파관에서 후방 전파(반사된) 파(빨간색)를 여기시킨다. 반사된 파는 오른쪽 링의 결합 지점 왼쪽에 있는 도파관 부분에만 존재한다.

단일 도파관에 결합된 두 개의 링 공진기 시스템은 조정 가능한 반사 필터(또는 광학 미러)로도 작동함이 입증되었다. 도파관의 전방 전파파는 두 링 모두에서 시계 반대 방향으로 회전하는 파를 여기시킨다. 공진기 간 결합으로 인해 이 파들은 두 링 모두에서 시계 방향으로 회전하는 파를 생성하며, 이는 다시 도파관에서 후방 전파(반사된) 파에 결합된다.
이러한 맥락에서 중첩 링 공진기 공동의 활용이 최근 연구에서 입증되었다. 이러한 중첩 링 공진기는 품질 계수(Q-계수)를 향상시키고 유효 광-물질 상호 작용 길이를 확장하도록 설계되었다. 이러한 중첩 공동 구성은 아래 그림에 묘사된 것처럼 주 공동의 왕복 횟수에 중첩 공동의 왕복 횟수를 곱한 횟수만큼 빛이 중첩 공동을 여러 번 통과할 수 있도록 한다.

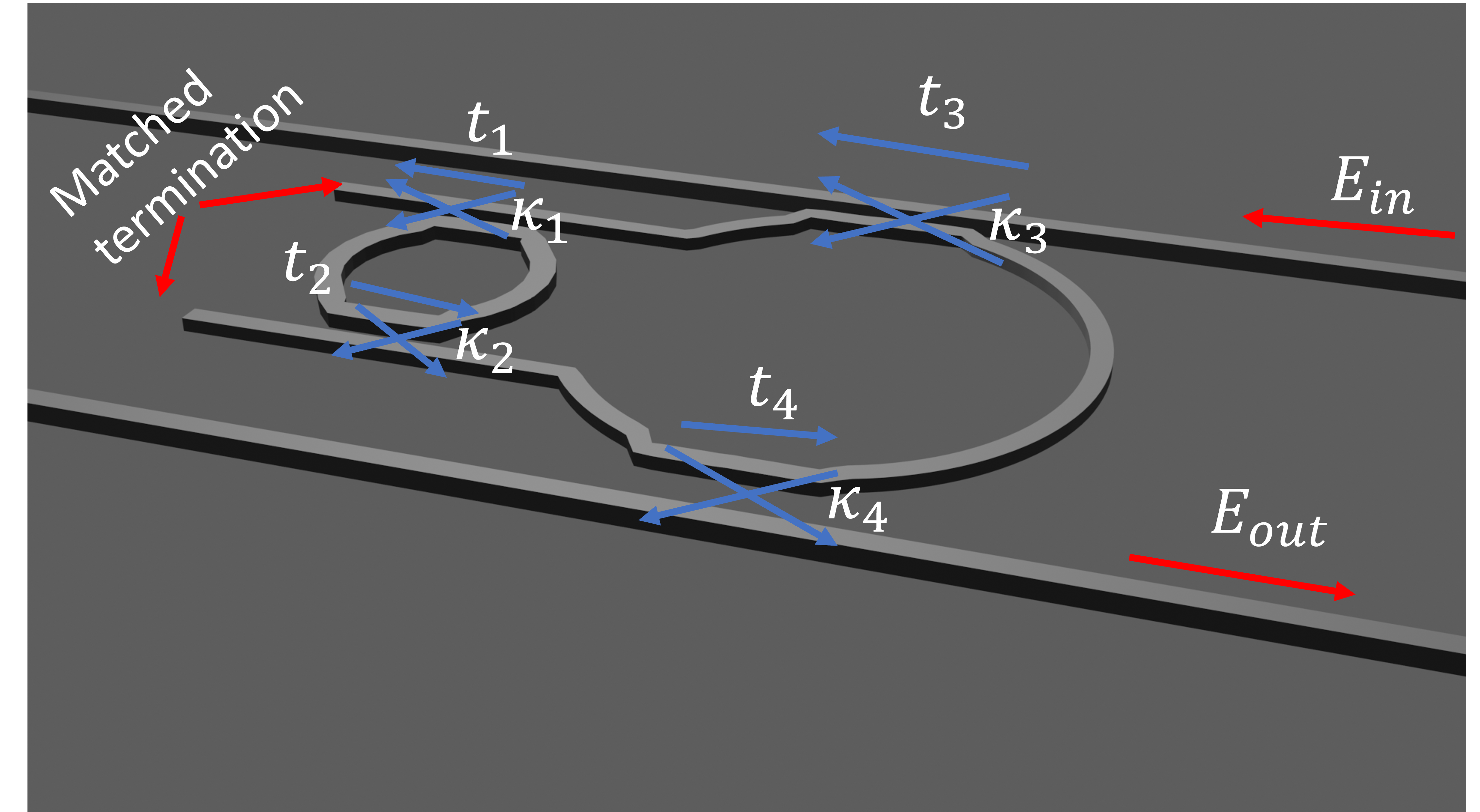
중첩 공동 구성: 빛은 중첩 공동 내에서 여러 번 왕복하며, 그 횟수는 주 공동 내 왕복 횟수와 중첩 공동 내 왕복 횟수의 곱으로 대략적으로 결정된다.

## 응용 분야
광학 링 공진기의 특성과 통과하는 특정 파장의 빛을 "필터링"하는 방식 때문에 많은 광학 링 공진기를 직렬로 연결하여 고차 광 필터를 생성할 수 있다. 이는 "작은 크기, 낮은 손실 및 [기존] 광 네트워크로의 통합"을 가능하게 한다. 또한, 각 링의 반경을 단순히 늘리거나 줄임으로써 공명 파장을 변경할 수 있으므로 필터는 조정 가능하다고 간주될 수 있다. 이 기본적인 속성은 일종의 기계적 센서를 생성하는 데 사용될 수 있다. 광섬유가 기계적 변형을 겪으면 섬유의 치수가 변경되어 방출되는 빛의 공명 파장이 변경된다. 이는 섬유 또는 도파관의 치수 변화를 모니터링하는 데 사용될 수 있다.
조정 과정은 열광학적, 전기광학적 또는 완전광학적 효과를 포함한 다양한 수단으로 굴절률의 변화에 의해서도 영향을 받을 수 있다. 전기광학적 및 완전광학적 조정은 열적 및 기계적 수단보다 빠르므로 광통신을 포함한 다양한 응용 분야에서 사용된다. 고Q 마이크로링이 있는 광 변조기는 광원의 파장에 맞춰 조정하는 데 드는 비용으로 > 50Gbit/s의 속도로 놀랍도록 작은 변조 전력을 생성하는 것으로 보고되었다. 페브리-페로 레이저 공동에 배치된 링 변조기는 레이저 파장과 링 변조기 파장을 자동으로 일치시켜 조정 전력을 제거하면서 Si 마이크로링 변조기의 고속 초저전력 변조를 유지하는 것으로 보고되었다.
광학 링, 원통형 및 구형 공진기는 생체 센서 분야에서도 유용함이 입증되었다. 중요한 연구 초점은 생체 센서 성능의 향상이다. 생체 센서에 링 공진기를 사용하는 주요 이점 중 하나는 주어진 분광학 결과를 얻는 데 필요한 시료 시료의 부피가 작아서 용매 및 기타 불순물로부터의 배경 라만 및 형광 신호가 크게 감소한다는 것이다. 공진기는 또한 화학적 식별, 특히 기체 상에서 다양한 흡수 스펙트럼을 특성화하는 데 사용되었다.
광학 링 공진기의 또 다른 잠재적인 응용 분야는 위스퍼링 갤러리 모드 스위치 형태이다. "[위스퍼링 갤러리 공진기] 마이크로디스크 레이저는 안정적이고 안정적으로 스위칭되므로 완전 광학 네트워크의 스위칭 요소로 적합하다." 고품질 원통형 공진기를 기반으로 한 완전 광학 스위치가 제안되었으며, 이는 낮은 전력에서 빠른 이진 스위칭을 가능하게 한다.
많은 연구자들은 매우 높은 품질 계수를 가진 3차원 링 공진기를 만드는 데 관심이 있다. 이 유전체 구체는 마이크로구 공진기라고도 불리며, "레이저 냉각 원자를 이용한 공동 양자 전기역학을 연구하거나 단일 포획 원자를 검출하기 위한 초고감도 검출기로서 저손실 광학 공진기로 제안되었다."
링 공진기는 양자 정보 실험을 위한 단일 광자 소스로도 유용하다. 링 공진기 회로를 제작하는 데 사용되는 많은 재료는 충분히 높은 강도에서 빛에 대한 비선형 응답을 보인다. 이 비선형성은 4광파 혼합 및 자발적 매개변수 하향변환과 같이 광자 쌍을 생성하는 주파수 변조 프로세스를 가능하게 한다. 링 공진기는 빛이 링 주위를 순환할 수 있도록 하여 이러한 프로세스의 효율성을 증폭시킨다.

## 같이 보기
- 공명기
- 링 레이저
- 전반사
- 결합 (물리학)
- 필터 (광학)
- 광 스위치
- 결합 모드 이론